# Bocor
Ein Bocor (seltener auch Bokor oder Bòcò geschrieben) ist ein Priester im haitianischen Voodoo, der auch oder ausschließlich die zerstörerischen und kriegerischen Loa (Geistwesen) aus der Nachon Petro anruft und verehrt.

## Hintergrund
Im Voodoo existieren drei Begriffe für Geistliche:
- Mambos, Priesterinnen, die sich teils auf weiße Magie beschränken, teils auch oder nur schwarze Magie praktizieren
- Houngans, die sich ausschließlich mit weißer Magie befassen und sich auf die Verehrung der friedfertigen Rada-Loa und – im Rahmen des Ahnenkults – der neutralen Ghede-Loa[3] beschränken
- Bocore, die sich auch oder nur mit schwarzer Magie beschäftigen; ihre Arbeit ist anders als bei Houngans und weißmagischen Mambos oft entgeltlicher Natur[1]

Die inhaltliche Ausrichtung findet nur bei den männlichen Geistlichen Ausdruck in der Bezeichnung.

## Einzelheiten
Bocore werden unter anderem mit der Verwandlung von Menschen in Zombies, eigentlich eine Form der Sklaverei, in Verbindung gebracht.
Wird einem Priester in Haiti Arbeit mit beiden Händen unterstellt, beinhaltet dies den Vorwurf, der Betreffende sei ein Bocor und bediene sich zugleich guter und böser Kräfte (vergleiche hierzu auch Pfad zur rechten Hand und Pfad zur linken Hand).
Während der Zeit der Diktatur von François und Jean-Claude Duvalier (1957–1986) galten viele Bocore als Verbündete der Tonton Macoute, der wegen ihrer schweren Menschenrechtsverletzungen gefürchteten Geheimpolizei des Duvalier-Regimes (siehe hierzu auch Geschichte Haitis).
Der Tempel eines Bocor wird als Hounfour bezeichnet.